# Schlumbergera kautskyi
A Schlumbergera kautskyi faj megjelenésében a közkedvelt karácsonyi kaktuszra (Schlumbergera × buckleyi) emlékeztető faj, melyet sokáig csak a Schlumbergera truncata taxon alfajának tartottak

## Elterjedése és élőhelye
Brazília: Espirito Santo állam, epilitikus 900–1300 m között.

## Jellemzői
A növény bokros növésű, szárszegmensei változatosak alakjukban és fogazottságukban. Virágai kisebbek a Schlumbergera truncata-nál, 50×27 mm nagyságúak, ciklámenlila színűek. A magház 4 élű, vöröses-zöld színű 12×5–6 mm nagyságú, a termés sárgászöld színű, némi halványpiros árnyalattal és 4 bordával, mérete 25×19 mm. A magok sötétbarnák, néha feketék, termésenként átlagban 150 darab terem, méretük 1×1 mm.

## Rokonsági viszonyai
Az élesen fogazott szárszegmensek, az anguláris magház, a kis zigomorf virágok és a sárgás színű megnyúlt termések szempontjából ez a taxon sok hasonlóságot mutat a truncata-csoport más fajaival (Schlumbergera truncata, Schlumbergera russelliana, Schlumbergera orssichiana). Habár a karakterek ebben a kombinációban kizárólag a Schlumbergera kautzkyi esetében jelennek meg, kizárva azt a lehetőséget, hogy a taxon a Schlumbergera truncata formája lenne, kevésnek bizonyulhatnak a határozáshoz egy ilyen komplex fajcsoportban. Mivel azonban az elkülönítő jegyei állandóak, a Schlumbergera kautzkyi önálló fajnak tekinthető. Horobin és McMillan (1990) vizsgálatai alapján öntermékeny, de nem keresztezhető sem Schlumbergera truncata-val, sem Schlumbergera orssichiana-val. Elterjedési területei nem fednek át sem a Schlumbergera truncata-val, sem a Schlumbergera russelliana-val. 
A Schlumbergera subgenus tagja.